# 李愈
李愈（1509年—1575年），字惟中，號蒲石，山西太原府平定州人，軍籍，明朝政治人物。

## 生平
嘉靖十三年（1534年）甲午科山西鄉試第二十九名舉人。嘉靖十四年（1535年）中式乙未科會試第二百八十六名，登第三甲第一百二十名進士。初任南京太常博士，三年考绩，升户部湖廣司员外郎、督查通州仓储，条上便宜四事，升广东司郎中，差查边儲。丙午大礼覃恩，晋阶奉政大夫。二十六年丁未官至凤阳府知府。万历年间以子凤翔貴诰赠中宪大夫。著有《金陵集》、《蒲石山房诗文集》等。

## 家族
曾祖李璞（1442～1526），字蕴玉，号古潭，有义行，载入《平定州志》；祖父李鳳（1465～1553），字来仪，号双崖，曾任遇例冠帶，敕封儒林郎顺天府推官；父李應奎（1487～1562），字文辉，号潭水，正德庚午舉人，曾任紀善。母董氏；繼母穆氏；繼母呂氏。重庆下。兄李念（同科進士）。弟李慈、李愛、李慤、李稔、李意、李懇。從弟李感、李黨、李憑、李總。季父李應箕，同科舉人。

## 延伸阅读
[在维基数据编辑]